# Discocyrtus hamatus
Discocyrtus hamatus is een hooiwagen uit de familie Gonyleptidae.